# Портедж (Мічиган)
Портедж (англ. Portage) — місто (англ. city) в США, в окрузі Каламазу штату Мічиган. Населення — 48 891 особа (2020).

## Географія
Портедж розташований за координатами 42°11′59″ пн. ш. 85°35′27″ зх. д. / 42.19972° пн. ш. 85.59083° зх. д. (42.199765, -85.590792).  За даними Бюро перепису населення США в 2010 році місто мало площу 91,08 км², з яких 83,46 км² — суходіл та 7,62 км² — водойми.

## Демографія
Згідно з переписом 2010 року, у місті мешкали 46 292 особи в 19 199 домогосподарствах у складі 12 426 родин. Густота населення становила 508 осіб/км².  Було 20559 помешкань (226/км²).
Расовий склад населення:
| - 86,9 % — білих - 4,9 % — чорних або афроамериканців - 3,8 % — азіатів - 0,4 % — корінних американців - 1,0 % — осіб інших рас |

До двох чи більше рас належало 3,0 %. Частка іспаномовних становила 3,1 % від усіх жителів.
За віковим діапазоном населення розподілялося таким чином: 24,8 % — особи молодші 18 років, 61,6 % — особи у віці 18—64 років, 13,6 % — особи у віці 65 років та старші. Медіана віку мешканця становила 38,1 року. На 100 осіб жіночої статі у місті припадало 92,1 чоловіків;  на 100 жінок у віці від 18 років та старших — 88,8 чоловіків також старших 18 років.
Середній дохід на одне домашнє господарство  становив 72 451 долар США (медіана — 54 040), а середній дохід на одну сім'ю — 88 442 долари (медіана — 71 864). Медіана доходів становила 55 247 доларів для чоловіків та 39 631 долар для жінок. За межею бідності перебувало 11,0 % осіб, у тому числі 14,6 % дітей у віці до 18 років та 5,7 % осіб у віці 65 років та старших.
Цивільне працевлаштоване населення становило 23 307 осіб. Основні галузі зайнятості: освіта, охорона здоров'я та соціальна допомога — 25,2 %, виробництво — 19,7 %, роздрібна торгівля — 12,2 %, науковці, спеціалісти, менеджери — 9,4 %.